# الفبای سریانی
الفبای سُرْیانی خطی است که عمدتاً برای نگارش زبان سریانی از حدود سدهٔ یکم میلادی مورد استفاده قرار می‌گیرد. این الفبا یکی از خطوط ابجد سامی محسوب می‌شود که از الفبای آرامی و الفبای تدمری گرفته شده‌است و مشابهت‌هایی با الفبای فنیقی، عبری، عربی و  الفبای سنتی مغولی دارد.
سریانی از راست به چپ و به‌صورت افقی نوشته می‌شود. اکثر حروف آن به هم پیوسته‌اند ولی برخی حروف به حروف پیشین یا پسین خود نمی‌چسبند و هر واژه با یک فاصله از واژهٔ دیگر متمایز می‌شود.
همهٔ ۲۲ حرف الفبای سریانی بی‌صدا هستند، اگرچه نشانه‌های متمایزکنندهٔ اختیاری برای نشان‌دادن واکه و سایر ویژگی‌های زبانی وجود دارد.
هنگامی که زبان عربی در هلال حاصل‌خیز به‌عنوان زبان غالب تثبیت شد، متون با زبان عربی و به خط سریانی نوشته می‌شدند. زبان مالایالم نیز به خط سریانی نوشته می‌شد و سریانی مالایالم نامیده می‌شد.

## تاریخچه
با انقراض دولت تدمیر، خط پالمیری به کلی از میان نرفت؛ زیرا به عقیدهٔ اکثر خَط‌شناسان، از نیمهٔ اول قرن اول میلادی، خط دیگری از آن مشتق شد که در تمدن خاورمیانه نقش عمده‌ای بازی کرد و هنوز به نام خط سریانی مورد استفاده است. ظاهراً نخستین اثری که به زبان سریانی در دست است، نوشتهٔ بسیار مختصری است که در بیت‌المقدس یافت شده و به زبان سریانی یا آرامی است. این خط پنداری نقطه وصلی میان پالمیری و سریانی نخستین یا استرانگلو است.
تحول استرانگلو پابه‌پای تحول مذهب پیش می‌رود. زیرا هنگامی که مسیحیان در شرق انتشار یافتند، برای ضبط آثار دینی یا برای تبلیغات خویش به سریانی روی آوردند. اولین دستهٔ این مسیحیان، پیروان نستوریوس بودند که از قرن پنجم میلادی به بعد در شرق قدرت عظیمی یافتند و خط استرانگلو را گرفته با اندک تغییری وسیلهٔ زبان خود که یک لهجهٔ سریانی شرقی بود، قرار دادند. همین خط است که امروز به خط نسطوری  یا خط مدنحایا معروف است.
عکس‌العمل عقاید نستوریوس به‌صورت کلیسای یعقوبی در مصر جلوه کرد. یعقوبیان از خطی استفاده می‌کردند که ظاهراً از استرانگلوی نسخی مشتق است و سرتو خوانده می‌شود. این خط و نیز تمدن سریانی به‌خصوص توسط مارونیان که شعبه‌ای از یعقوبیان‌اند به اروپاییان شناسانده شد.
اغلب اشکالاتی که از نظر تشابه برخی حروف یا ضبط نکردن مصوت‌های کوتاه گریبانگیر خط عربی است، در سریانی نیز موجود است. سریانیان برای ظاهر کردن حرکات از روش نقطه‌گذاری استفاده کردند. اما این روش به‌زودی متروک شد و سریانیان آن را به منظور دیگری، یعنی برای روشن ساختن شکل‌های گوناگون صرفی به کار بردند. از قرن هشتم میلادی مجدداً نسطوریان از روش نقطه‌گذاری حرکات استفاده کردند. این نقطه‌ها که گاه به منظور صرف، گاه برای حرکات و گاه برای متمایز کردن برخی حروف از هم به کار می‌روند با وجود اینکه اشکالات و اشتباهات فراوانی را باعث می‌گردند، باز خط سریانی را بسیار کامل و دقیق ساخته‌اند.

## گونه‌های الفبا

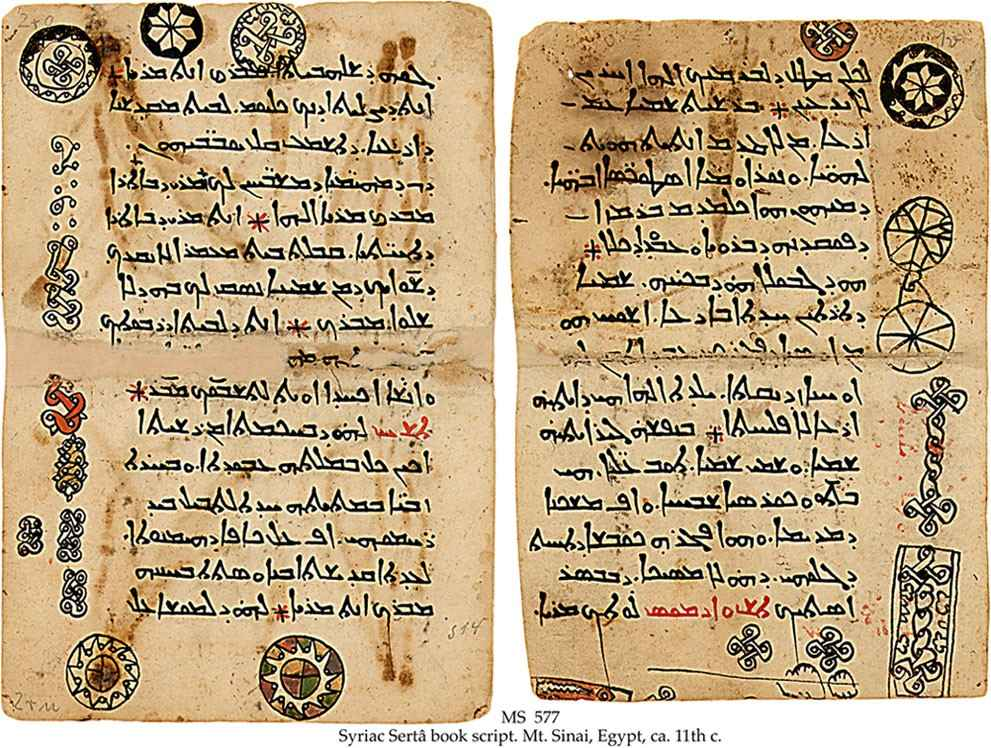
کتاب به‌خط سرتو متعلق به سدهٔ یازدهم میلادی.

واژه‌های آغازین انجیل یوحنا نوشته‌شده به سرتو, مدنحایا and استرانگلو (از بالا به پایین) — brēšiṯ iṯaw[hy]-[h]wā melṯā، «در آغاز کلام بود».

الفبای سریانی سه گونهٔ متفاوت دارد، استرانگلو (ʾEsṭrangēlā)، مدنحایا ('Maḏnḥāyā') یا نسطوری (گونهٔ شرقی)، و سِرطا (Serṭā) (گونهٔ غربی).

### استرانگلو

Yəšūʿ یا ʾĪšōʿ، نام عیسی به سریانی.

کهن‌ترین و گونهٔ کلاسیک الفبای سریانی، استرانگلو ʾEsṭrangēlā ܐܣܛܪܢܓܠܐ‎ است که از واژهٔ στρογγύλη در زبان یونانی باستان به‌معنای مُدور مشتق شده‌است. هرچند که ممکن است برگرفته از واژهٔ ܣܪܛܐ ܐܘܢܓܠܝܐ‎ serṭā ʾewwangēlāyā باشد.
اگرچه در حال حاضر از استرانگلو برای نوشتن سریانی استفاده نمی‌شود، اما این گونه از الفبا از سدهٔ دهم میلادی همواره مورد استفاده بوده‌است. امروزه نیز برخی از انتشارات آکادمیک همچون دانشگاه لیدن برای انتشار پشیطتا و یا انتشار کتیبه‌های سریانی از استرانگلو استفاده می‌کنند.

### مدنحایا
لهجهٔ سریانی شرقی معمولاً به گونهٔ (Maḏnḥāyā ܡܲܕ݂ܢܚܵܝܵܐ‎، به‌معنای شرقی) از الفبای سریانی نوشته می‌شود. دیگر نام‌های این گونه از خط عبارتند از (Swāḏāyā ܣܘܵܕ݂ܵܝܵܐ‎ به‌معنای محاوره، معمولاً به‌صورت معاصر ترجمه می‌شود؛ بازتاب‌دهندهٔ این است که زبان آرامی نو به این خط نوشته می‌شود، (ʾĀṯūrāyā (ܐܵܬ݂ܘܼܪܵܝܵܐ‎ به‌معنای آشوری, با نام سنتی برای الفبای عبری اشتباه نشود)، ( Kaldāyā ܟܲܠܕܵܝܵܐ‎, به‌معنای کلدانی), و، اشتباهاً، «نسطوری» (اصطلاحی که در اصل برای اشاره به کلیسای مشرق در شاهنشاهی ساسانی مورد استفاده قرار گرفته‌بود).
مدنحایا نسبت به سرتو، شباهت بیش‌تری با استرانگلو دارد.

#### واکه‌ها
خط شرقی از سیستمی برای اعراب‌گذاری استفاده می‌کند که با استفاده از نقطه‌هایی در بالا و پایین حروف، واکه‌ها را مشخص می‌کند:
- یک نقطه در بالا و یک نقطه در پایین حرف نشان‌دهندهٔ [a]، نویسه‌گردانی‌شده به‌صورت a یا ă که (ܦܬ݂ܵܚܵܐ‎، Pṯāḥā خوانده می‌شود)،
- دو نقطهٔ مورب در بالای حرف نشان‌دهندهٔ [ɑ]، نویسه‌گردانی‌شده به‌صورت ā یا â یا å که (ܙܩܵܦ݂ܵܐ‎، Zqāp̄ā خوانده می‌شود)،
- دو نقطهٔ افقی در پایین حرف نشان‌دهندهٔ [ɛ]، نویسه‌گردانی‌شده به‌صورت e یا ĕ که ܪܒ݂ܵܨܵܐ ܐܲܪܝܼܟ݂ܵܐ‎, Rḇāṣā ʾărīḵā یا ܙܠܵܡܵܐ ܦܫܝܼܩܵܐ‎, Zlāmā pšīqā خوانده می‌شود؛ همچنین گاهی به‌صورت [ɪ] تلفظ شده و به‌گونهٔ i حرف‌نویسی می‌شود)،
- دو نقطهٔ مورب در پایین حرف نشان‌دهندهٔ [e]، نویسه‌گردانی‌شده به‌صورت ē که ܪܒ݂ܵܨܵܐ ܟܲܪܝܵܐ‎, Rḇāṣā karyā یا ܙܠܵܡܵܐ ܩܲܫܝܵܐ‎, Zlāmā qašyā خوانده می‌شود)،
- حرف و با یک نقطه در پایین آن نشان‌دهندهٔ [u]، نویسه‌گردانی‌شده به‌صورت ū یا u که ܥܨܵܨܵܐ ܐܲܠܝܼܨܵܐ‎, ʿṢāṣā ʾălīṣā یا ܪܒ݂ܵܨܵܐ‎, Rḇāṣā خوانده می‌شود)،
- حرف و با یک نقطه در بالای آن نشان‌دهندهٔ [o]، نویسه‌گردانی‌شده به‌صورت ō یا o که ܥܨܵܨܵܐ ܪܘܝܼܚܵܐ‎, ʿṢāṣā rwīḥā یا ܪܘܵܚܵܐ‎, Rwāḥā خوانده می‌شود)،
- حرف ی با یک نقطه در پایین آن نشان‌دهندهٔ [i]، نویسه‌گردانی‌شده به‌صورت ī یا i که ܚܒ݂ܵܨܵܐ‎, Ḥḇāṣā خوانده می‌شود).

### سرتو
لهجهٔ سریانی غرقی معمولاً به گونهٔ Serṭā (ܣܶܪܛܳܐ‎، به‌معنای سطر) ز الفبای سریانی نوشته می‌شود. دیگر نام‌های این گونه از خط عبارتند از Pšīṭā ܦܫܺܝܛܳܐ‎، به‌معنای ساده، یا خط مارونی، یا یعقوبی  (هرچند که لفظ «یعقوبی» توهین‌آمیز تلقی می‌شود). اکثر حروف مشخصاً از استرانگلو مشتق شده‌اند، ولی ساده‌تر شده‌اند. پیشینهٔ استفاده از این گونه به سدهٔ هشتم میلادی بازمی‌گردد.

## حروف الفبا
الفبای سریانی شامل حروف زیر است که گونهٔ الفبایی آن (در حالت غیر چسبیده) را نشان می‌دهد. حروف Kāp̄, Mīm, و Nūn در حالت‌های مجرد و چسبیده متفاوت‌اند. حروف ʾĀlap̄, Dālaṯ, Hē, Waw, Zayn, Ṣāḏē, Rēš, و Taw (و در استرانگلو حرفSemkaṯ) به حرف پس از خود نمی‌چسبند، این حروف با علامت * در جدول زیر مشخص شده‌اند:
| نام                   | نویسه     | نویسه   | نویسه | آوا                                          | آوا                               | معادل فنیقی | معادل آرامی | معادل عبری | مقدار عددی |
| نام                   | استرانگلو | مدنحایا | سرتو  | حرف‌نویسی                                     | آی‌پی‌ای                            | معادل فنیقی | معادل آرامی | معادل عبری | مقدار عددی |
| --------------------- | --------- | ------- | ----- | -------------------------------------------- | --------------------------------- | ----------- | ----------- | ---------- | ---------- |
| ʾĀlep̄ یا ʾĀlap̄* (ܐܠܦ) |           |         |       | ʾیا ā                                        | [ʔ] یا سکوت خوانش مادر: [ɑ]       |             | 𐡀           | א          | ۱          |
| Bēṯ (ܒܝܬ)             |           |         |       | سخت: b نرم: ḇ (همچنین bh, v, β)              | سخت: [b]نرم: [v] یا [w]           |             | 𐡁           | ב          | ۲          |
| Gāmal (ܓܡܠ)           |           |         |       | سخت: g نرم: ḡ (همچنین g̱, gh, ġ, γ)           | سخت: [ɡ]نرم: [ɣ]                  |             | 𐡂           | ג          | ۳          |
| Dālaṯ* (ܕܠܬ)          |           |         |       | سخت: d نرم: ḏ (همچنین dh, ð, δ)              | سخت: [d]نرم: [ð]                  |             | 𐡃           | ד          | ۴          |
| Hē* (ܗܐ)              |           |         |       | h                                            | [h]                               |             | 𐡄           | ה          | ۵          |
| Waw* (ܘܘ)             |           |         |       | همخوان: w خوانش مادر: ū یا ō (همچنین u یا o) | همخوان: [w]خوانش مادر: [u] یا [o] |             | 𐡅           | ו          | ۶          |
| Zayn* (ܙܝܢ)           |           |         |       | z                                            | [z]                               |             | 𐡆           | ז          | ۷          |
| Ḥēṯ (ܚܝܬ)             |           |         |       | ḥ                                            | [ħ], [x], یا [χ]                  |             | 𐡇           | ח          | ۸          |
| Ṭēṯ (ܛܝܬ)             |           |         |       | ṭ                                            | [tˤ]                              |             | 𐡈           | ט          | ۹          |
| Yōḏ (ܝܘܕ)             |           |         |       | همخوان: y خوانش مادر: ī (همچنین i)           | همخوان: [j]خوانش مادر: [i] یا [e] |             | 𐡉           | י          | ۱۰         |
| Kāp̄ (ܟܦ)              |           |         |       | سخت: k نرم: ḵ (همچنین kh, x)                 | سخت: [k]نرم: [x]                  |             | 𐡊           | כ ך        | ۲۰         |
| Lāmaḏ (ܠܡܕ)           |           |         |       | l                                            | [l]                               |             | 𐡋           | ל          | ۳۰         |
| Mīm (ܡܝܡ)             |           |         |       | m                                            | [m]                               |             | 𐡌           | מ ם        | ۴۰         |
| Nūn (ܢܘܢ)             |           |         |       | n                                            | [n]                               |             | 𐡍           | נ ן        | ۵۰         |
| Semkaṯ (ܣܡܟܬ)         |           |         |       | s                                            | [s]                               |             | 𐡎           | ס          | ۶۰         |
| ʿĒ (ܥܐ)               |           |         |       | ʿ                                            | [ʕ]1                              |             | 𐡏           | ע          | ۷۰         |
| Pē (ܦܐ)               |           |         |       | سخت: p نرم: p̄ (همچنین p̱, ᵽ, ph, f)           | سخت: [p]نرم: [f]                  |             | 𐡐           | פ ף        | ۸۰         |
| Ṣāḏē* (ܨܕܐ)           |           |         |       | ṣ                                            | [sˤ]                              |             | 𐡑           | צ ץ        | ۹۰         |
| Qōp̄ (ܩܘܦ)             |           |         |       | q                                            | [q]                               |             | 𐡒           | ק          | ۱۰۰        |
| Rēš* (ܪܝܫ)            |           |         |       | r                                            | [r]                               |             | 𐡓           | ר          | ۲۰۰        |
| Šīn (ܫܝܢ)             |           |         |       | š (همچنین sh)                                | [ʃ]                               |             | 𐡔           | ש          | ۳۰۰        |
| ت* (ܬܘ)               |           |         |       | سخت: t نرم: ṯ (همچنین th, θ)                 | سخت: [t]نرم: [θ]                  |             | 𐡕           | ת          | ۴۰۰        |

یادداشت‌ها:
1. ^ در میان بیش‌تر گویشوران آرامی جدید آشوری آوای حنجره‌ای [ʕ] در ʿĒ به‌صورت [ei], [ai] یا [e] ادا می‌شود و بستگی به گویش دارد.

## شکل حروف
| حرف    | استرانلگو | استرانلگو       | استرانلگو        | مدنحایا  | مدنحایا         | مدنحایا          |
| حرف    | شکل مجرد  | چسبیده در انتها | نچسبیده در انتها | شکل مجرد | چسبیده در انتها | نچسبیده در انتها |
| ------ | --------- | --------------- | ---------------- | -------- | --------------- | ---------------- |
| ʾĀlap̄  |           |                 |                  |          | 1               |                  |
| Bēṯ    |           |                 |                  |          |                 |                  |
| Gāmal  |           |                 |                  |          |                 |                  |
| Dālaṯ  |           |                 |                  |          |                 |                  |
| Hē     |           |                 |                  |          |                 |                  |
| Waw    |           |                 |                  |          |                 |                  |
| Zayn   |           |                 |                  |          |                 |                  |
| Ḥēṯ    |           |                 |                  |          |                 |                  |
| Ṭēṯ    |           |                 |                  |          |                 |                  |
| Yōḏ    |           |                 |                  |          |                 |                  |
| Kāp̄    |           |                 |                  |          |                 |                  |
| Lāmaḏ  |           |                 |                  |          |                 |                  |
| Mīm    |           |                 |                  |          |                 |                  |
| Nūn    |           |                 |                  |          |                 |                  |
| Semkaṯ |           |                 |                  |          | /               |                  |
| ʿĒ     |           |                 |                  |          |                 |                  |
| Pē     |           |                 |                  |          |                 |                  |
| Ṣāḏē   |           |                 |                  |          |                 |                  |
| Qōp̄    |           |                 |                  |          |                 |                  |
| Rēš    |           |                 |                  |          |                 |                  |
| Šīn    |           |                 |                  |          |                 |                  |
| Taw    |           |                 |                  |          |                 |                  |

1 اگر در آخر کلمه پس از Dālaṯ یا Rēš, ʾĀlap̄ بیاید، شکل مجرد را به خود می‌گیرد نه انتهایی را.

### لیگاتورها
| نام         | استرانگلو | استرانگلو       | استرانگلو        | مدنحایا  | مدنحایا         | مدنحایا          | یونیکد | توصیف                                    |
| نام         | شکل مجرد  | چسبیده در انتها | نچسبیده در انتها | شکل مجرد | چسبیده در انتها | نچسبیده در انتها | یونیکد | توصیف                                    |
| ----------- | --------- | --------------- | ---------------- | -------- | --------------- | ---------------- | ------ | ---------------------------------------- |
| Lāmaḏ-ʾĀlap̄ |           |                 |                  |          |                 |                  | ܠܐ     | Lāmaḏ و ʾĀlap̄ ترکیب‌شده در انتهای یک واژه |
| Taw-ʾĀlap̄   |           |                 |                  |          |                 | /                | ܬܐ     | Taw و ʾĀlap̄ ترکیب‌شده در انتهای یک واژه   |
| Hē-Yōḏ      |           |                 |                  |          |                 |                  | ܗܝ     | Hē و Yōḏ ترکیب‌شده در انتهای یک واژه      |
| Taw-Yōḏ     |           |                 |                  |          |                 |                  | ܬܝ     | Taw و Yōḏ ترکیب‌شده در انتهای یک واژه     |

## یونی‌کد
| Syriac[1][2] Official Unicode Consortium code chart (PDF)                             |   |   |   |   |   |   |   |   |   |   |   |   |   |   |   |      |
|                                                                                       | 0 | 1 | 2 | 3 | 4 | 5 | 6 | 7 | 8 | 9 | A | B | C | D | E | F    |
| U+070x                                                                                | ܀ | ܁ | ܂ | ܃ | ܄ | ܅ | ܆ | ܇ | ܈ | ܉ | ܊ | ܋ | ܌ | ܍ |   | ܏ SAM |
| U+071x                                                                                | ܐ | ܑ  | ܒ | ܓ | ܔ | ܕ | ܖ | ܗ | ܘ | ܙ | ܚ | ܛ | ܜ | ܝ | ܞ | ܟ    |
| U+072x                                                                                | ܠ | ܡ | ܢ | ܣ | ܤ | ܥ | ܦ | ܧ | ܨ | ܩ | ܪ | ܫ | ܬ | ܭ | ܮ | ܯ    |
| U+073x                                                                                | ܰ  | ܱ  | ܲ  | ܳ  | ܴ  | ܵ  | ܶ  | ܷ  | ܸ  | ܹ  | ܺ  | ܻ  | ܼ  | ܽ  | ܾ  | ܿ     |
| U+074x                                                                                | ݀  | ݁  | ݂  | ݃  | ݄  | ݅  | ݆  | ݇  | ݈  | ݉  | ݊  |   |   | ݍ | ݎ | ݏ    |
| Notes 1.^ As of Unicode version 10.0 2.^ Grey areas indicate non-assigned code points |   |   |   |   |   |   |   |   |   |   |   |   |   |   |   |      |

| Syriac Supplement[1][2] Official Unicode Consortium code chart (PDF)                  |   |   |   |   |   |   |   |   |   |   |   |   |   |   |   |   |
|                                                                                       | 0 | 1 | 2 | 3 | 4 | 5 | 6 | 7 | 8 | 9 | A | B | C | D | E | F |
| U+086x                                                                                | ࡠ | ࡡ | ࡢ | ࡣ | ࡤ | ࡥ | ࡦ | ࡧ | ࡨ | ࡩ | ࡪ |   |   |   |   |   |
| Notes 1.^ As of Unicode version 10.0 2.^ Grey areas indicate non-assigned code points |   |   |   |   |   |   |   |   |   |   |   |   |   |   |   |   |

### جدول کدهای HTML

#### ʾĀlap̄ Bēṯ
| ܕ | ܓ  | ܒ  | ܐ  |
| ܕ | ܓ  | ܒ  | ܐ  |
| ܚ | ܙ  | ܘ  | ܗ  |
| ܚ | ܙ  | ܘ  | ܗ  |
| ܠ | ܟܟ | ܝ  | ܛ  |
| ܠ | ܟ  | ܝ  | ܛ  |
| ܥ | ܣ  | ܢܢ | ܡܡ |
| ܥ | ܤ  | ܢ  | ܡ  |
| ܪ | ܩ  | ܨ  | ܦ  |
| ܪ | ܩ  | ܨ  | ܦ  |
|   |    | ܬ  | ܫ  |
|   |    | ܬ  | ܫ  |

#### واکه‌ها و کاراکترهای منحصر به فرد
| ܲ  | ܵ  |
| ܲ  | ܵ  |
| ܸ  | ܹ  |
| ܸ  | ܹ  |
| ܼ  | ܿ  |
| ܼ  | ܿ  |
| ̈  | ̰  |
| ̈  | ̰  |
| ݁  | ݂  |
| ݁  | ݂  |
| ܀ | ܂ |
| ܀ | ܂ |
| ܄ | ݇  |
| ܄ | ݇  |